# Список населённых пунктов, вошедших в состав Москвы 1 июля 2012 года

Список населённых пунктов, которые вошли в состав Москвы с 1 июля 2012 года в соответствии с решением Совета Федерации от 27 декабря 2011 года, принятым в рамках проекта по расширению территории Москвы.
Упразднённые до 2012 года и отсутствующие в ОКАТО населённые пункты выделены курсивом. Для упразднённых населённых пунктов указывается код ОКАТО на момент упразднения.

## Список
| Вид населённого пункта | Наименование                                               | Население, чел. (2006) | Бывший район/городской округ Московской области | Бывшее городское/сельское поселение                            | ОКАТО (старый в составе Московской области) | ОКАТО (актуальный в составе Москвы) |
| ---------------------- | ---------------------------------------------------------- | ---------------------- | ----------------------------------------------- | -------------------------------------------------------------- | ------------------------------------------- | ----------------------------------- |
| посёлок                | Абабурово                                                  | 72                     | Ленинский район                                 | Сельское поселение Внуковское                                  | 46 228 804 010                              | 45 297 552 102                      |
| деревня (село)         | Акатово                                                    | 0                      | Ленинский район                                 | Городское поселение Московский (Московский сельсовет)          |                                             |                                     |
| деревня                | Акиньшино                                                  | 118                    | Наро-Фоминский район                            | Сельское поселение Марушкинское                                | 46 238 822 004                              | 45 297 562 102                      |
| деревня                | Акулово                                                    | 42                     | Подольский район                                | Сельское поселение Клёновское                                  | 46 246 807 022                              | 45 298 558 102                      |
| деревня                | Акулово                                                    | 2                      | Подольский район                                | Сельское поселение Михайлово-Ярцевское                         | 46 246 819 008                              | 45 298 564 102                      |
| деревня                | Александрово                                               | 71                     | Подольский район                                | Сельское поселение Щаповское                                   | 46 246 834 004                              | 45 298 583 106                      |
| деревня                | Алхимово                                                   | 11                     | Подольский район                                | Сельское поселение Рязановское                                 | 46 246 825 006                              | 45 297 571 105                      |
| деревня                | Алымовка                                                   | 0                      | Наро-Фоминский район                            | Сельское поселение Новофёдоровское                             | 46 238 828 030                              | 45 298 567 102                      |
| деревня                | Андреевское                                                | 8                      | Подольский район                                | Сельское поселение Рязановское                                 | 46 246 825 012                              | 45 297 571 106                      |
| деревня                | Аннино                                                     | нет данных             | Наро-Фоминский район                            | Сельское поселение Марушкинское (Марушкинский сельсовет)       |                                             |                                     |
| деревня                | Анкудиново                                                 | 11                     | Наро-Фоминский район                            | Сельское поселение Марушкинское                                | 46 238 822 009                              | 45 297 562 103                      |
| деревня                | Армазово                                                   | 10                     | Подольский район                                | Сельское поселение Рязановское                                 | 46 246 825 015                              | 45 297 571 107                      |
| посёлок                | Армейский                                                  | 134                    | Подольский район                                | Сельское поселение Михайлово-Ярцевское                         | 46 246 819 018                              | 45 298 564 103                      |
| деревня                | Архангельское                                              | 2                      | Наро-Фоминский район                            | Сельское поселение Новофёдоровское                             | 46 238 828 016                              | 45 298 567 103                      |
| деревня                | Бабенки                                                    | 68                     | Подольский район                                | Сельское поселение Вороновское                                 | 46 246 804 023                              | 45 298 553 102                      |
| деревня                | Бакланово                                                  | 0                      | Подольский район                                | Сельское поселение Вороновское                                 | 46 246 804 020                              | 45 298 553 103                      |
| деревня (село)         | Бараново                                                   | 0                      | Ленинский район                                 | Городское поселение Московский (Московский сельсовет)          |                                             |                                     |
| деревня                | Бараново                                                   | 41                     | Наро-Фоминский район                            | Сельское поселение Первомайское                                | 46 238 831 010                              | 45 298 572 102                      |
| деревня                | Батыбино                                                   | 87                     | Подольский район                                | Сельское поселение Щаповское                                   | 46 246 834 011                              | 45 298 583 107                      |
| деревня                | Бачурино                                                   | 35                     | Ленинский район                                 | Сельское поселение Сосенское                                   | 46 228 826 002                              | 45 297 574 103                      |
| деревня                | Безобразово                                                | 32                     | Подольский район                                | Сельское поселение Вороновское                                 | 46 246 804 019                              | 45 298 553 104                      |
| посёлок                | Бекасово                                                   | нет данных             | Наро-Фоминский район                            | Городское поселение Киевский (Новофёдоровский сельсовет)       |                                             |                                     |
| посёлок платформы      | Бекасово                                                   | нет данных             | Наро-Фоминский район                            | Городское поселение Киевский (Новофёдоровский сельсовет)       |                                             |                                     |
| деревня                | Белоусово                                                  | 65                     | Наро-Фоминский район                            | Сельское поселение Новофёдоровское                             | 46 238 828 028                              | 45 298 567 104                      |
| деревня                | Беляево                                                    | нет данных             | Подольский район                                | Сельское поселение Вороновское (Вороновский сельсовет)         |                                             |                                     |
| деревня (село)         | Берёзки                                                    | нет данных             | Наро-Фоминский район                            | Сельское поселение Филимонковское (Филимонковский сельсовет)   |                                             |                                     |
| деревня                | Богородское                                                | 5                      | Подольский район                                | Сельское поселение Роговское                                   | 46 246 822 003                              | 45 298 575 102                      |
| село                   | Богоявление                                                | 12                     | Подольский район                                | Сельское поселение Вороновское                                 | 46 246 804 015                              | 45 298 553 105                      |
| деревня                | Большое Покровское                                         | 55                     | Наро-Фоминский район                            | Сельское поселение Марушкинское                                | 46 238 822 010                              | 45 297 562 104                      |
| деревня                | Большое Свинорье                                           | 69                     | Наро-Фоминский район                            | Сельское поселение Марушкинское                                | 46 238 822 018                              | 45 297 562 105                      |
| деревня                | Ботаково                                                   | 41                     | Наро-Фоминский район                            | Сельское поселение Первомайское                                | 46 238 831 025                              | 45 298 572 103                      |
| хутор                  | Брёхово                                                    | 10                     | Наро-Фоминский район                            | Городское поселение Кокошкино                                  | 46 238 822 016                              | 45 297 559 101                      |
| деревня                | Бунчиха                                                    | 24                     | Подольский район                                | Сельское поселение Роговское                                   | 46 246 822 019                              | 45 298 575 103                      |
| деревня                | Бурцево                                                    | 15                     | Ленинский район                                 | Сельское поселение Филимонковское                              | 46 228 831 009                              | 45 297 577 106                      |
| деревня                | Бутырки                                                    | нет данных             | Подольский район                                | Сельское поселение Вороновское (Вороновский сельсовет)         |                                             |                                     |
| село                   | Былово                                                     | 357                    | Подольский район                                | Сельское поселение Краснопахорское                             | 46 246 810 009                              | 45 298 5611 02                      |
| посёлок                | Валуево                                                    | 435                    | Ленинский район                                 | Сельское поселение Филимонковское                              | 46 228 831 001                              | 45 297 577 101                      |
| деревня                | Варварино                                                  | 8                      | Подольский район                                | Сельское поселение Краснопахорское                             | 46 246 810 008                              | 45 298 561 103                      |
| деревня                | Васюнино                                                   | 62                     | Подольский район                                | Сельское поселение Роговское                                   | 46 246 822 017                              | 45 298 575 104                      |
| деревня                | Ватутинки                                                  | 57                     | Ленинский район                                 | Сельское поселение Десёновское                                 | 46 228 813 007                              | 45 297 556 102                      |
| деревня                | Верхнее Валуево                                            | 53                     | Ленинский район                                 | Сельское поселение Филимонковское                              | 46 228 831 015                              | 45 297 577 105                      |
| деревня                | Верховье                                                   | 25                     | Наро-Фоминский район                            | Сельское поселение Первомайское                                | 46 238 831 013                              | 45 298 572 104                      |
| посёлок                | ВИМ «Каменка»                                              | 64                     | Подольский район                                | Сельское поселение Роговское                                   | 46 246 822 015                              |                                     |
| деревня                | Власово                                                    | 109                    | Наро-Фоминский район                            | Сельское поселение Марушкинское                                | 46 238 822 002                              | 45 297 562 106                      |
| деревня                | Власьево                                                   | 5                      | Ленинский район                                 | Сельское поселение Десёновское                                 | 46 228 813 010                              | 45 297 556 103                      |
| посёлок                | Внуково                                                    | 117                    | Ленинский район                                 | Сельское поселение Внуковское                                  | 46 228 804 016                              | 45 297 552 101                      |
| деревня                | Внуково                                                    | 94                     | Ленинский район                                 | Сельское поселение Внуковское                                  | 46 228 804 001                              | 45 297 552 103                      |
| село                   | Вороново                                                   | 320                    | Подольский район                                | Сельское поселение Вороновское                                 | 46 246 804 001                              | 45 298 553 106                      |
| деревня                | Ворсино                                                    | 4                      | Подольский район                                | Сельское поселение Вороновское                                 | 46 246 804 017                              | 45 298 553 107                      |
| деревня                | Вяткино                                                    | 2                      | Подольский район                                | Сельское поселение Клёновское                                  | 46 246 807 017                              | 45 298 553 107                      |
| посёлок                | Газопровод                                                 | 2106                   | Ленинский район                                 | Сельское поселение Сосенское                                   | 46 228 826 001                              | 45 297 574 101                      |
| посёлок                | Гарнизона «Остафьево»                                      | нет данных             | Городской округ Щербинка                        |                                                                | 46 489 000 001                              |                                     |
| деревня                | Говорово                                                   | 151                    | Ленинский район                                 | Городское поселение Московский                                 | 46 228 823 005                              | 45 297 565 101                      |
| деревня                | Голенищево                                                 | 10                     | Ленинский район                                 | Сельское поселение Филимонковское                              | 46 228 831 010                              | 45 297 577 107                      |
| деревня                | Голохвастово                                               | 19                     | Подольский район                                | Сельское поселение Вороновское                                 | 46 246 804 018                              | 45 298 553 108                      |
| деревня                | Голохвастово                                               | 1                      | Наро-Фоминский район                            | Сельское поселение Новофёдоровское                             | 46 238 828 027                              | 45 298 567 105                      |
| деревня                | Горнево                                                    | 1                      | Подольский район                                | Сельское поселение Роговское                                   | 46 246 822 006                              | 45 298 575 105                      |
| село                   | Горнево                                                    | нет данных             | Подольский район                                | Сельское поселение Роговское (Роговский сельсовет)             |                                             |                                     |
| деревня                | Городище                                                   | 40                     | Ленинский район                                 | Сельское поселение Воскресенское                               | 46 228 808 002                              | 45 297 554 101                      |
| деревня                | Городок                                                    | 5                      | Подольский район                                | Сельское поселение Краснопахорское                             | 46 246 810 020                              | 45 298 561 104                      |
| деревня                | Горчаково                                                  | 25                     | Наро-Фоминский район                            | Сельское поселение Первомайское                                | 46 238 831 030                              | 45 298 572 105                      |
| деревня                | Губкино                                                    | 17                     | Ленинский район                                 | Сельское поселение Воскресенское                               | 46 228 808 004                              | 45 297 554 103                      |
| деревня                | Губцево                                                    | 2                      | Наро-Фоминский район                            | Сельское поселение Первомайское                                | 46 238 831 023                              | 45 298 572 106                      |
| деревня                | Давыдково                                                  | 79                     | Наро-Фоминский район                            | Сельское поселение Марушкинское                                | 46 238 822 003                              | 45 297 562 107                      |
| деревня                | Давыдово                                                   | 23                     | Подольский район                                | Сельское поселение Клёновское                                  | 46 246 807 006                              | 45 298 558 104                      |
| дачный посёлок         | дачи завода им. Калинина                                   | нет данных             | Подольский район (Московская область)           | Сельское поселение Щаповское (Троицкий сельсовет)              |                                             |                                     |
| дачный посёлок         | Дачи Писателей                                             | нет данных             | Ленинский район                                 | Сельское поселение Внуковское                                  |                                             |                                     |
| деревня                | Девятское                                                  | 167                    | Подольский район                                | Сельское поселение Рязановское                                 | 46 246 825 007                              | 45 297 571 108                      |
| деревня                | Десна                                                      | 177                    | Ленинский район                                 | Сельское поселение Десёновское                                 | 46 228 813 001                              | 45 297 556 101                      |
| посёлок                | Детского Дома «Молодая Гвардия»                            | 75                     | Ленинский район                                 | Сельское поселение Внуковское                                  | 46 228 804 013                              | 45 297 552 104                      |
| деревня                | Дешино                                                     | 73                     | Подольский район                                | Сельское поселение Михайлово-Ярцевское                         | 46 246 819 014                              | 45 298 564 104                      |
| деревня                | Дмитровка                                                  | 1                      | Подольский район                                | Сельское поселение Роговское                                   | 46 246 822 008                              | 45 298 575 106                      |
| деревня                | Долгино                                                    | 0                      | Наро-Фоминский район                            | Сельское поселение Новофёдоровское                             | 46 238 828 033                              | 45 298 567 106                      |
| посёлок                | дома отдыха Вороново                                       | 1538                   | Подольский район                                | Сельское поселение Вороновское                                 | 46 246 804 002                              | 45 298 553 109                      |
| посёлок                | дома отдыха «Пахра»                                        | 415                    | Подольский район                                | Сельское поселение Щаповское                                   | 46 246 834 003                              | 45 298 583 102                      |
| посёлок                | дома отдыха «Плесково»                                     | 181                    | Подольский район                                | Сельское поселение Михайлово-Ярцевское                         | 46 246 819 000                              | 45 298 564 105                      |
| посёлок                | дорожно-ремонтного пункта-3                                | 50                     | Подольский район                                | Сельское поселение Щаповское                                   | 46 246 834 013                              | 45 298 583 103                      |
| деревня                | Дровнино                                                   | 25                     | Подольский район                                | Сельское поселение Михайлово-Ярцевское                         | 46 246 819 007                              | 45 298 564 106                      |
| посёлок                | ДСК «Мичуринец»                                            | 543                    | Ленинский район                                 | Сельское поселение Внуковское                                  | 46 228 804 015                              | 45 297 552 105                      |
| деревня                | Дубовка                                                    | 29                     | Подольский район                                | Сельское поселение Клёновское                                  | 46 246 807 007                              | 45 298 558 105                      |
| деревня                | Дудкино                                                    | 61                     | Ленинский район                                 | Сельское поселение «Мосрентген»                                | 46 238 810 007                              | 45 297 568 102                      |
| деревня                | Дыбино                                                     | нет данных             | Подольский район                                | Сельское поселение Краснопахорское (Краснопахорский сельсовет) |                                             |                                     |
| деревня                | Евсеево                                                    | 6                      | Ленинский район                                 | Сельское поселение Десёновское                                 | 46 228 813 006                              | 45 297 556 104                      |
| деревня                | Елизарово                                                  | 28                     | Наро-Фоминский район                            | Сельское поселение Первомайское                                | 46 238 831 019                              | 45 298 572 107                      |
| деревня                | Ерино                                                      | 2206                   | Подольский район                                | Сельское поселение Рязановское                                 | 46 246 825 017                              | 45 297 571 109                      |
| посёлок                | Ерино                                                      | 179                    | Подольский район                                | Сельское поселение Рязановское                                 | 46 246 825 018                              | 45 297 571 102                      |
| деревня                | Жохово                                                     | 10                     | Подольский район                                | Сельское поселение Клёновское                                  | 46 246 807 016                              | 45 298 558 106                      |
| деревня                | Жуковка                                                    | 30                     | Наро-Фоминский район                            | Сельское поселение Первомайское                                | 46 238 831 006                              | 45 298 572 108                      |
| деревня                | Заболотье                                                  | 1                      | Подольский район                                | Сельское поселение Михайлово-Ярцевское                         | 46 246 819 002                              | 45 298 564 107                      |
| посёлок                | завода Мосрентген                                          | 5214                   | Ленинский район                                 | Сельское поселение «Мосрентген»                                | 46 228 826 014                              | 45 297 568 101                      |
| деревня                | Зверево                                                    | 27                     | Наро-Фоминский район                            | Сельское поселение Новофёдоровское                             | 46 238 828 010                              | 45 298 567 107                      |
| деревня                | Зимёнки                                                    | 39                     | Ленинский район                                 | Сельское поселение Сосенское                                   | 46 228 826 003                              | 45 297 574 104                      |
| посёлок                | Знамя Октября                                              | 6671                   | Подольский район                                | Сельское поселение Рязановское                                 | 46 246 825 008                              | 45 297 571 101                      |
| посёлок                | Зосимова Пустынь                                           | 9                      | Наро-Фоминский район                            | Сельское поселение Новофёдоровское                             | 46 238 828 036                              | 45 298 567 108                      |
| деревня                | Зыбино                                                     | 13                     | Подольский район                                | Сельское поселение Клёновское                                  | 46 246 807 013                              | 45 298 558 107                      |
| деревня                | Ивановское                                                 | 31                     | Наро-Фоминский район                            | Сельское поселение Первомайское                                | 46 238 831 005                              | 45 298 572 109                      |
| деревня                | Иваньково                                                  | 1                      | Подольский район                                | Сельское поселение Щаповское                                   | 46 246 834 006                              | 45 298 583 108                      |
| деревня                | Игнатово                                                   | 1                      | Наро-Фоминский район                            | Сельское поселение Новофёдоровское                             | 46 238 828 024                              | 45 298 567 109                      |
| деревня                | Изварино                                                   | 64                     | Ленинский район                                 | Сельское поселение Внуковское                                  | 46 228 804 002                              | 45 297 552 106                      |
| посёлок                | Изваринской школы                                          | 31                     | Ленинский район                                 | Сельское поселение Внуковское                                  | 46 228 804 011                              |                                     |
| деревня                | Ильино                                                     | 47                     | Подольский район                                | Сельское поселение Роговское                                   | 46 246 822 011                              | 45 298 575 106                      |
| хутор                  | Ильичёвка                                                  | 467                    | Наро-Фоминский район                            | Сельское поселение Первомайское                                | 46 238 831 029                              | 45 298 572 110                      |
| посёлок                | Института Полиомиелита                                     | 1220                   | Ленинский район                                 | Городское поселение Московский                                 | 46 228 823 002                              | 45 297 565 102                      |
| деревня                | Исаково                                                    | 24                     | Подольский район                                | Сельское поселение Михайлово-Ярцевское                         | 46 246 819 012                              | 45 298 564 108                      |
| деревня                | Каменка                                                    | 0                      | Наро-Фоминский район                            | Сельское поселение Первомайское                                | 46 238 831 024                              | 45 298 572 111                      |
| деревня                | Каменка                                                    | 53                     | Подольский район                                | Сельское поселение Роговское                                   | 46 246 822 014                              | 45 298 575 108                      |
| посёлок                | Капустинка                                                 | 2                      | Наро-Фоминский район                            | Сельское поселение Новофёдоровское                             | 46 238 828 019                              | 452 985 67 110                      |
| деревня                | Каракашево                                                 | 13                     | Ленинский район                                 | Сельское поселение Воскресенское                               | 46 228 808 005                              | 45 297 554 104                      |
| деревня                | Картмазово                                                 | 99                     | Ленинский район                                 | Городское поселение Московский                                 | 46 228 823 007                              | 45 297 565 103                      |
| рабочий посёлок        | Киевский                                                   | 8400                   | Наро-Фоминский район                            | Городское поселение Киевский                                   | 46 238 558 000                              | 45 298 555 051                      |
| посёлок                | Кирпичного Завода                                          | 12                     | Наро-Фоминский район                            | Сельское поселение Марушкинское                                | 46 238 822 017                              | 45 297 562 108                      |
| деревня                | Киселёвка                                                  | 0                      | Ленинский район                                 | Сельское поселение Десёновское                                 | 46 228 813 013                              | 45 297 556 105                      |
| деревня                | Киселёво                                                   | 31                     | Подольский район                                | Сельское поселение Клёновское                                  | 46 246 807 021                              | 45 298 558 108                      |
| деревня                | Клёновка                                                   | 16                     | Подольский район                                | Сельское поселение Роговское                                   | 46 246 822 018                              | 45 298 575 109                      |
| село                   | Клёново                                                    | 2278                   | Подольский район                                | Сельское поселение Клёновское                                  | 46 246 807 001                              | 45 298 558 101                      |
| деревня                | Климовка                                                   | 2                      | Подольский район                                | Сельское поселение Роговское                                   | 46 246 822 007                              | 45 298 575 110                      |
| деревня                | Клоково                                                    | 6                      | Наро-Фоминский район                            | Сельское поселение Первомайское                                | 46 238 831 014                              | 45 298 572 112                      |
| деревня                | Кнутово                                                    | 10                     | Ленинский район                                 | Сельское поселение Филимонковское                              | 46 228 831 004                              | 45 297 577 108                      |
| деревня                | Князево                                                    | 0                      | Ленинский район                                 | Сельское поселение Воскресенское                               | [ комм. 19 ]                                | 45 297 554 105                      |
| дачный посёлок         | Кокошкино                                                  | 9300                   | Наро-Фоминский район                            | Городское поселение Кокошкино                                  | 46 238 560 000                              | 45 297 559 051                      |
| деревня                | Колотилово                                                 | 13                     | Подольский район                                | Сельское поселение Краснопахорское                             | 46 246 810 006                              | 45 298 561 105                      |
| посёлок                | Коммунарка                                                 | 4599                   | Ленинский район                                 | Сельское поселение Сосенское                                   | 46 228 826 013                              | 45 297 574 102                      |
| деревня                | Конаково                                                   | 20                     | Подольский район                                | Сельское поселение Михайлово-Ярцевское                         | 46 246 819 006                              | 45 298 564 109                      |
| деревня                | Кончеево                                                   | 2                      | Ленинский район                                 | Сельское поселение Филимонковское                              | 46 228 831 007                              | 45 297 577 109                      |
| деревня                | Конюшково                                                  | 2                      | Наро-Фоминский район                            | Сельское поселение Первомайское                                | 46 238 831 011                              | 45 298 572 113                      |
| деревня                | Коротыгино                                                 | 5                      | Подольский район                                | Сельское поселение Клёновское                                  | 46 246 807 011                              | 45 298 558 109                      |
| деревня                | Косовка                                                    | 61                     | Подольский район                                | Сельское поселение Вороновское                                 | 46 246 804 003                              | 45 298 553 110                      |
| деревня                | Костишово                                                  | 9                      | Подольский район                                | Сельское поселение Щаповское                                   | 46 246 834 020                              | 45 298 583 109                      |
| село                   | Красная Пахра                                              | 2395                   | Подольский район                                | Сельское поселение Краснопахорское                             | 46 246 810 001                              | 45 298 561 101                      |
| деревня                | Красная Пахра                                              | 96                     | Подольский район                                | Сельское поселение Краснопахорское                             | 46 246 810 002                              | 45 298 561 106                      |
| село                   | Красное                                                    | 504                    | Подольский район                                | Сельское поселение Краснопахорское                             | 46 246 810 005                              | 45 298 561 108                      |
| посёлок                | Красное                                                    | 95                     | Подольский район                                | Сельское поселение Краснопахорское                             | 46 246 810 003                              | 45 298 561 107                      |
| посёлок                | Красные Горки                                              | 57                     | Наро-Фоминский район                            | Сельское поселение Марушкинское                                | 46 238 822 007                              | 45 297 562 109                      |
| деревня                | Кресты                                                     | 126                    | Подольский район                                | Сельское поселение Роговское                                   | 46 246 822 020                              | 45 298 575 111                      |
| селение                | Крёкшино                                                   | нет данных             | Подольский район                                | Сельское поселение Щаповское (Троицкий сельсовет)              |                                             |                                     |
| деревня                | Крёкшино                                                   | 76                     | Наро-Фоминский район                            | Сельское поселение Марушкинское                                | 46 238 822 013                              | 45 297 562 110                      |
| деревня                | Кривошеино                                                 | 6                      | Наро-Фоминский район                            | Сельское поселение Первомайское                                | 46 238 831 017                              | 45 298 572 114                      |
| посёлок                | Круги                                                      | 1                      | Наро-Фоминский район                            | Сельское поселение Новофёдоровское                             | 46 238 828 011                              | 45 298 567 111                      |
| деревня                | Круча                                                      | 4                      | Подольский район                                | Сельское поселение Роговское                                   | 46 246 822 005                              | 45 298 575 112                      |
| деревня                | Кувекино                                                   | 4                      | Ленинский район                                 | Сельское поселение Десёновское                                 | 46 228 813 011                              | 45 297 556 106                      |
| деревня                | Кузенево                                                   | 83                     | Подольский район                                | Сельское поселение Щаповское                                   | 46 246 834 019                              | 45 298 583 110                      |
| деревня                | Кузнецово                                                  | 417                    | Наро-Фоминский район                            | Сельское поселение Новофёдоровское                             | 46 238 828 017                              | 45 298 567 112                      |
| деревня                | Кузовлево                                                  | 5                      | Подольский район                                | Сельское поселение Роговское                                   | 46 246 822 013                              | 45 298 575 113                      |
| деревня                | Кукшево                                                    | 4                      | Наро-Фоминский район                            | Сельское поселение Первомайское                                | 46 238 831 012                              | 45 298 572 115                      |
| посёлок                | Курилово                                                   | 1738                   | Подольский район                                | Сельское поселение Щаповское                                   | 46 246 834 014                              | 45 298 583 104                      |
| деревня                | Лаптево                                                    | 3                      | Ленинский район                                 | Сельское поселение Воскресенское                               | 46 228 808 006                              | 45 297 554 106                      |
| деревня                | Лапшинка                                                   | 49                     | Ленинский район                                 | Городское поселение Московский                                 | 46 228 823 003                              | 45 297 565 104                      |
| деревня                | Ларёво                                                     | 28                     | Ленинский район                                 | Сельское поселение Сосенское                                   | 46 228 826 004                              | 45 297 574 105                      |
| деревня                | Летово                                                     | 47                     | Ленинский район                                 | Сельское поселение Сосенское                                   | 46 228 826 005                              | 45 297 574 106                      |
| деревня                | Ликова                                                     | 91                     | Ленинский район                                 | Сельское поселение Внуковское                                  | 46 228 804 009                              | 45 297 552 107                      |
| посёлок                | ЛМС                                                        | 5428                   | Подольский район                                | Сельское поселение Вороновское                                 | 46 246 804 004                              | 45 298 553 101                      |
| деревня                | Логиново                                                   | нет данных             | Подольский район                                | Сельское поселение Вороновское (Вороновский сельсовет)         |                                             |                                     |
| деревня                | Лопатино                                                   | 5                      | Подольский район                                | Сельское поселение Роговское                                   | 46 246 822 021                              | 45 298 575 114                      |
| деревня                | Лужки                                                      | 5                      | Подольский район                                | Сельское поселение Михайлово-Ярцевское                         | 46 246 819 015                              | 45 298 564 110                      |
| деревня                | Лукино                                                     | 0                      | Наро-Фоминский район                            | Сельское поселение Новофёдоровское                             | 46 238 828 023                              | 45 298 567 113                      |
| деревня                | Лукошкино                                                  | 86                     | Подольский район                                | Сельское поселение Клёновское                                  | 46 246 807 010                              | 45 298 558 110                      |
| деревня                | Львово                                                     | 213                    | Подольский район                                | Сельское поселение Вороновское                                 | 46 246 804 006                              | 45 298 553 111                      |
| деревня                | Лыковка                                                    | 1                      | Подольский район                                | Сельское поселение Роговское                                   | 46 246 822 016                              | 45 298 575 115                      |
| деревня                | Маврино                                                    | 4                      | Подольский район                                | Сельское поселение Клёновское                                  | 46 246 807 004                              | 45 298 558 111                      |
| деревня                | Макарово                                                   | 20                     | Ленинский район                                 | Сельское поселение Сосенское                                   | 46 228 826 006                              | 45 297 574 107                      |
| деревня                | Малеевка                                                   | 0                      | Наро-Фоминский район                            | Сельское поселение Новофёдоровское                             | 46 238 828 031                              | 45 298 567 114                      |
| деревня                | Малинки                                                    | нет данных             | Подольский район                                | Сельское поселение Краснопахорское (Краснопахорский сельсовет) |                                             |                                     |
| деревня                | Малыгино                                                   | 9                      | Подольский район                                | Сельское поселение Краснопахорское                             | 46 246 810 013                              | 45 298 561 109                      |
| деревня                | Мамыри                                                     | 33                     | Ленинский район                                 | Сельское поселение «Мосрентген»                                | 46 228 826 007                              | 45 297 568 103                      |
| деревня                | Марушкино                                                  | 2921                   | Наро-Фоминский район                            | Сельское поселение Марушкинское                                | 46 238 822 001                              | 45 297 562 101                      |
| деревня                | Марфино                                                    | 1                      | Наро-Фоминский район                            | Сельское поселение Первомайское                                | 46 238 831 016                              | 45 298 572 116                      |
| деревня                | Марьино                                                    | 2261                   | Ленинский район                                 | Сельское поселение Филимонковское                              | 46 228 831 003                              | 45 297 577 110                      |
| посёлок                | Марьино                                                    | 217                    | Ленинский район                                 | Сельское поселение Филимонковское                              | 46 228 831 002                              | 45 297 577 102                      |
| деревня                | Мачихино                                                   | 0                      | Наро-Фоминский район                            | Городское поселение Киевский                                   | 46 238 828 014                              | 45 298 555 101                      |
| деревня                | Мешково                                                    | 72                     | Ленинский район                                 | Городское поселение Московский                                 | 46 228 823 004                              | 45 297 565 105                      |
| деревня                | Мешково                                                    | 9                      | Подольский район                                | Сельское поселение Клёновское                                  | 46 246 807 003                              | 45 298 558 112                      |
| деревня                | Милорадово                                                 | 0                      | Ленинский район                                 | Сельское поселение Воскресенское                               | 46 228 808 008                              | 45 297 554 107                      |
| деревня                | Милюково                                                   | 12                     | Наро-Фоминский район                            | Сельское поселение Первомайское                                | 46 238 831 009                              | 45 298 572 117                      |
| посёлок                | Минвнешторга                                               | 490                    | Ленинский район                                 | Сельское поселение Внуковское                                  | 46 228 804 012                              | 45 297 552 108                      |
| посёлок                | Михайловского лесничества                                  | 5                      | Подольский район                                | Сельское поселение Михайлово-Ярцевское                         | 46 246 819 016                              | 45 298 564 111                      |
| село                   | Михайловское                                               | 143                    | Подольский район                                | Сельское поселение Михайлово-Ярцевское                         | 46 246 819 004                              | 45 298 564 112                      |
| деревня                | Молодцы                                                    | 59                     | Подольский район                                | Сельское поселение Рязановское                                 | 46 246 825 009                              | 45 297 571 110                      |
| город                  | Московский                                                 | 15755                  | Ленинский район                                 | Городское поселение Московский                                 | 46 228 505 000                              | 45 297 565 001                      |
| дачный посёлок         | Московский Писатель                                        | нет данных             | Ленинский район                                 | Сельское поселение Внуковское                                  |                                             |                                     |
| посёлок                | Московского автомобильного завода им. И. А. Лихачёва (ЗИЛ) | нет данных             | Наро-Фоминский район                            | Городское поселение Кокошкино (Кокошкинский поссовет)          |                                             |                                     |
| деревня                | Мостовское                                                 | 326                    | Подольский район                                | Сельское поселение Рязановское                                 | 46 246 825 011                              | 452 975 711 11                      |
| деревня                | Настасьино                                                 | 27                     | Наро-Фоминский район                            | Сельское поселение Первомайское                                | 46 238 831 008                              | 45 298 572 118                      |
| селение                | Немчиново                                                  | нет данных             | Подольский район                                | Сельское поселение Щаповское (Троицкий сельсовет)              |                                             |                                     |
| деревня                | Нижнее Валуево                                             | 16                     | Ленинский район                                 | Сельское поселение Филимонковское                              | 46 228 831 014                              | 45 297 577 111                      |
| деревня                | Николо-Хованское                                           | 82                     | Ленинский район                                 | Сельское поселение Сосенское                                   | 46 228 826 008                              | 45 297 574 108                      |
| село                   | Никольское                                                 | 1                      | Подольский район                                | Сельское поселение Вороновское                                 | 46 246 804 016                              | 45 298 553 112                      |
| деревня                | Никоново                                                   | 4                      | Подольский район                                | Сельское поселение Клёновское                                  | 46 246 807 014                              | 45 298 558 113                      |
| деревня                | Никулино                                                   | нет данных             | Подольский район                                | Сельское поселение Клёновское                                  |                                             |                                     |
| деревня                | Никульское                                                 | 10                     | Подольский район                                | Сельское поселение Рязановское                                 | 46 246 825 005                              | 45 297 571 112                      |
| деревня                | Новиково                                                   | 1                      | Наро-Фоминский район                            | Сельское поселение Новофёдоровское                             | 46 238 828 029                              | 45 298 567 115                      |
| деревня                | Новинки                                                    | 1                      | Ленинский район                                 | Сельское поселение Десёновское                                 | 46 228 813 012                              | 45 297 556 107                      |
| хутор                  | Новобрёхово                                                | 1                      | Наро-Фоминский район                            | Городское поселение Кокошкино                                  | 46 241 834 006                              | 45 297 559 102                      |
| деревня                | Новогромово                                                | 17                     | Подольский район                                | Сельское поселение Вороновское                                 | 46 246 804 011                              | 45 298 553 113                      |
| деревня                | Новомихайловское                                           | 59                     | Подольский район                                | Сельское поселение Михайлово-Ярцевское                         | 46 246 819 017                              | 45 298 564 113                      |
| деревня                | Овечкино                                                   | 12                     | Подольский район                                | Сельское поселение Щаповское                                   | 46 246 834 016                              | 45 298 583 111                      |
| деревня                | Ожигово                                                    | 29                     | Наро-Фоминский район                            | Сельское поселение Новофёдоровское                             | 46 238 828 003                              | 45 298 567 116                      |
| село                   | Ознобишино                                                 | 218                    | Подольский район                                | Сельское поселение Щаповское                                   | 46 246 834 008                              | 45 298 583 118                      |
| посёлок                | Остафьево                                                  | 1069                   | Подольский район                                | Сельское поселение Рязановское                                 | 46 246 825 004                              | 45 297 571 103                      |
| посёлок                | ОПХ «Толстопальцево»                                       | нет данных             | Наро-Фоминский район                            | Сельское поселение Марушкинское (Марушкинский сельский округ)  | 46 238 822 014                              |                                     |
| село                   | Остафьево                                                  | 178                    | Подольский район                                | Сельское поселение Рязановское                                 | 46 246 825 003                              | 45 297 571 119                      |
| деревня                | Пахорка                                                    | 32                     | Наро-Фоминский район                            | Сельское поселение Новофёдоровское                             | 46 238 828 002                              | 45 298 567 117                      |
| деревня                | Пенино                                                     | 27                     | Ленинский район                                 | Сельское поселение Десёновское                                 | 46 228 813 004                              | 45 297 556 108                      |
| посёлок                | Первомайское                                               | 1410                   | Наро-Фоминский район                            | Сельское поселение Первомайское                                | 46 238 831 002                              | 45 298 572 119                      |
| посёлок                | Первый рабочий посёлок                                     | 7                      | Ленинский район                                 | Сельское поселение Внуковское                                  | 46 228 804 005                              | 45 297 552 113                      |
| дачный посёлок         | Переделкино                                                | нет данных             | Ленинский район                                 | Сельское поселение Внуковское                                  |                                             |                                     |
| деревня                | Передельцы                                                 | нет данных             | Ленинский район                                 | Городское поселение Московский (Московский сельсовет)          |                                             |                                     |
| деревня                | Петрово                                                    | 4                      | Подольский район                                | Сельское поселение Роговское                                   | 46 246 822 012                              | 45 298 575 116                      |
| деревня                | Пёсье                                                      | 32                     | Подольский район                                | Сельское поселение Щаповское                                   | 46 246 834 005                              | 45 298 583 112                      |
| деревня                | Писково                                                    | 6                      | Ленинский район                                 | Сельское поселение Десёновское                                 | 46 228 813 005                              | 45 297 556 109                      |
| деревня                | Подзолово                                                  | нет данных             | Подольский район                                | Сельское поселение Клёновское                                  |                                             |                                     |
| деревня                | Подосинки                                                  | 20                     | Подольский район                                | Сельское поселение Краснопахорское                             | 46 246 810 010                              | 45 298 561 110                      |
| посёлок                | подсобного хозяйства «Воскресенское»                       | 6003                   | Ленинский район                                 | Сельское поселение Воскресенское                               | 46 228 808 001                              | 45 297 554 101                      |
| посёлок                | подсобного хозяйства «Марат»                               | 1                      | Подольский район                                | Сельское поселение Роговское                                   | 46 246 822 010                              |                                     |
| посёлок                | подсобного хозяйства МИНЗАГ                                | 350                    | Подольский район                                | Сельское поселение Краснопахорское                             | 46 246 810 017                              | 45 298 561 111                      |
| село                   | Покровское                                                 | 4                      | Подольский район                                | Сельское поселение Вороновское                                 | 46 246 804 010                              | 45 298 553 114                      |
| деревня                | Поляны                                                     | 5                      | Подольский район                                | Сельское поселение Краснопахорское                             | 46 246 810 014                              | 45 298 561 112                      |
| деревня                | Поповка                                                    | 102                    | Наро-Фоминский район                            | Сельское поселение Первомайское                                | 46 238 831 007                              | 45 298 572 120                      |
| деревня                | Постниково                                                 | 82                     | Наро-Фоминский район                            | Сельское поселение Марушкинское                                | 46 238 822 011                              | 45 297 562 111                      |
| деревня                | Починки                                                    | 4                      | Подольский район                                | Сельское поселение Клёновское                                  | 46 246 807 002                              | 45 298 558 114                      |
| деревня                | Прокшино                                                   | 17                     | Ленинский район                                 | Сельское поселение Сосенское                                   | 46 228 826 009                              | 45 297 574 109                      |
| местечко               | Прочие нас. пункты                                         | 215                    | Ленинский район                                 | Сельское поселение Воскресенское                               |                                             |                                     |
| местечко               | Прочие нас. пункты                                         | 9116                   | Ленинский район                                 | Сельское поселение Десёновское                                 |                                             |                                     |
| местечко               | Прочие нас. пункты                                         | 5676                   | Ленинский район                                 | Сельское поселение Сосенское                                   |                                             |                                     |
| посёлок                | Птичное                                                    | 4689                   | Наро-Фоминский район                            | Сельское поселение Первомайское                                | 46 238 831 001                              | 45 298 572 101                      |
| деревня                | Пудово-Сипягино                                            | 1                      | Подольский район                                | Сельское поселение Михайлово-Ярцевское                         | 46 246 819 005                              | 45 298 564 114                      |
| деревня                | Пучково                                                    | 40                     | Наро-Фоминский район                            | Сельское поселение Первомайское                                | 46 238 831 018                              | 45 298 572 121                      |
| деревня                | Пушкино                                                    | 22                     | Ленинский район                                 | Сельское поселение Филимонковское                              | 46 228 831 012                              | 45 297 577 112                      |
| деревня                | Пыхтино                                                    | 83                     | Ленинский район                                 | Сельское поселение Внуковское                                  | 46 228 804 007                              | 45 297 552 109                      |
| деревня                | Пыхчево                                                    | 4                      | Ленинский район                                 | Сельское поселение Десёновское                                 | 46 228 813 008                              | 45 297 556 110                      |
| деревня                | Пятовское                                                  | 2                      | Наро-Фоминский район                            | Сельское поселение Первомайское                                | 46 238 831 027                              | 45 298 572 122                      |
| посёлок                | Радиоцентр                                                 | 202                    | Ленинский район                                 | Сельское поселение Филимонковское                              | 46 228 831 013                              | 45 297 577 103                      |
| деревня                | Раево                                                      | 8                      | Подольский район                                | Сельское поселение Краснопахорское                             | 46 246 810 016                              | 45 298 561 113                      |
| посёлок                | Разъезда Пожитково                                         | 5                      | Наро-Фоминский район                            | Городское поселение Киевский                                   | 46 238 828 021                              | 45 298 555 102                      |
| деревня                | Рассказовка                                                | 321                    | Ленинский район                                 | Сельское поселение Внуковское                                  | 46 228 804 003                              | 45 297 552 110                      |
| посёлок                | Рассудово                                                  | 201                    | Наро-Фоминский район                            | Сельское поселение Новофёдоровское                             | 46 238 828 039                              | 45 298 567 119                      |
| деревня                | Рассудово                                                  | 120                    | Наро-Фоминский район                            | Сельское поселение Новофёдоровское                             | 46 238 828 018                              | 45 298 567 118                      |
| деревня                | Расторопово                                                | 23                     | Ленинский район                                 | Сельское поселение Воскресенское                               | 46 228 808 007                              | 45 297 554 108                      |
| посёлок                | Ремзавод                                                   | нет данных             | Наро-Фоминский район                            | Сельское поселение Первомайское (Первомайский сельский округ)  | 46 238 831 028                              |                                     |
| посёлок                | Рогово                                                     | 2017                   | Подольский район                                | Сельское поселение Роговское                                   | 46 246 822 001                              | 45 298 575 101                      |
| деревня                | Рогозинино                                                 | 34                     | Наро-Фоминский район                            | Сельское поселение Первомайское                                | 46 238 831 021                              | 45 298 572 123                      |
| деревня                | Рождественно                                               | 2                      | Подольский район                                | Сельское поселение Роговское                                   | 46 246 822 004                              | 45 298 575 117                      |
| деревня                | Рожново                                                    | 5                      | Наро-Фоминский район                            | Сельское поселение Первомайское                                | 46 238 831 022                              | 45 298 572 124                      |
| деревня                | Романцево                                                  | 7                      | Подольский район                                | Сельское поселение Краснопахорское                             | 46 246 810 011                              | 45 298 561 114                      |
| деревня                | Руднево                                                    | 35                     | Наро-Фоминский район                            | Сельское поселение Новофёдоровское                             | 46 238 828 009                              | 45 298 567 120                      |
| деревня                | Румянцево                                                  | 298                    | Ленинский район                                 | Городское поселение Московский                                 | 46 228 823 006                              | 45 297 565 106                      |
| деревня                | Русино                                                     | 27                     | Подольский район                                | Сельское поселение Щаповское                                   | 46 246 834 010                              | 45 298 583 113                      |
| деревня                | Рыбино                                                     | 10                     | Подольский район                                | Сельское поселение Рязановское                                 | 46 246 825 016                              | 45 297 571 113                      |
| деревня                | Рыжово                                                     | 14                     | Подольский район                                | Сельское поселение Вороновское                                 | 46 246 804 022                              | 45 298 553 115                      |
| деревня                | Рязаново                                                   | 90                     | Подольский район                                | Сельское поселение Рязановское                                 | 46 246 825 002                              | 45 297 571 114                      |
| деревня                | Саларьево                                                  | 187                    | Ленинский район                                 | Городское поселение Московский                                 | 46 228 823 008                              | 45 297 565 107                      |
| село                   | Сальково                                                   | 4                      | Подольский район                                | Сельское поселение Клёновское                                  | 46 246 807 019                              | 45 297 571 115                      |
| деревня                | Сальково                                                   | 119                    | Подольский район                                | Сельское поселение Рязановское                                 | 46 246 825 019                              | 45 298 558 115                      |
| посёлок                | санатория № 14                                             | 170                    | Ленинский район                                 | Сельское поселение Внуковское                                  | 46 228 804 014                              |                                     |
| деревня                | Санино                                                     | 17                     | Наро-Фоминский район                            | Городское поселение Кокошкино                                  | 46 238 822 015                              | 45 297 559 103                      |
| хутор                  | Санино                                                     | 17                     | Наро-Фоминский район                            | Городское поселение Кокошкино (Марушкинский сельский округ)    | 46 238 560 001                              |                                     |
| деревня                | Сатино-Русское                                             | 28                     | Подольский район                                | Сельское поселение Щаповское                                   | 46 246 834 015                              | 45 298 583 114                      |
| деревня                | Сатино-Татарское                                           | 39                     | Подольский район                                | Сельское поселение Щаповское                                   | 46 246 834 017                              | 45 298 583 115                      |
| деревня                | Сахарово                                                   | 112                    | Подольский район                                | Сельское поселение Вороновское                                 | 46 246 804 009                              | 45 298 553 116                      |
| село                   | Свитино                                                    | 15                     | Подольский район                                | Сельское поселение Вороновское                                 | 46 246 804 013                              | 45 298 553 117                      |
| деревня                | Свитино                                                    | 7                      | Подольский район                                | Сельское поселение Клёновское                                  | 46 246 807 018                              | 45 298 558 116                      |
| посёлок                | Секерино                                                   | 102                    | Подольский район                                | Сельское поселение Михайлово-Ярцевское                         | 46 246 819 003                              | 45 298 564 115                      |
| деревня                | Семенково                                                  | 11                     | Подольский район                                | Сельское поселение Вороновское                                 | 46 246 804 005                              | 45 298 553 118                      |
| деревня                | Сенькино-Секерино                                          | 31                     | Подольский район                                | Сельское поселение Михайлово-Ярцевское                         | 46 246 819 011                              | 45 298 564 116                      |
| деревня                | Середнево                                                  | 16                     | Ленинский район                                 | Сельское поселение Филимонковское                              | 46 228 831 008                              | 45 297 577 113                      |
| посёлок                | Совхоза «Крёкшино»                                         | 1404                   | Наро-Фоминский район                            | Сельское поселение Марушкинское                                | 46 238 822 012                              | 45 297 562 112                      |
| дачный посёлок         | Советский Писатель                                         | нет данных             | Наро-Фоминский район                            | Сельское поселение Первомайское                                |                                             |                                     |
| деревня                | Соколово                                                   | 44                     | Наро-Фоминский район                            | Сельское поселение Марушкинское                                | 46 238 822 005                              | 45 297 562 113                      |
| деревня                | Сосенки                                                    | 165                    | Ленинский район                                 | Сельское поселение Сосенское                                   | 46 228 826 015                              | 45 297 574 110                      |
| деревня                | Сотниково                                                  | нет данных             | Наро-Фоминский район                            | Сельское поселение Новофёдоровское (Новофёдоровский сельсовет) |                                             |                                     |
| деревня                | Софьино                                                    | 38                     | Подольский район                                | Сельское поселение Краснопахорское                             | 46 246 810 007                              | 45 298 561 115                      |
| деревня                | Спас-Купля                                                 | 29                     | Подольский район                                | Сельское поселение Роговское                                   | 46 246 822 002                              | 45 298 575 118                      |
| посёлок                | спортбазы                                                  | 480                    | Подольский район                                | Сельское поселение Щаповское                                   | 46 246 834 018                              | 45 298 583 105                      |
| деревня                | Станиславль                                                | 16                     | Ленинский район                                 | Сельское поселение Десёновское                                 | 46 228 813 003                              | 45 297 556 111                      |
| посёлок станции        | станции Внуково                                            | 309                    | Ленинский район                                 | Сельское поселение Внуковское                                  | 46 228 804 004                              | 45 297 552 111                      |
| посёлок станции        | станции Крёкшино                                           | 240                    | Наро-Фоминский район                            | Сельское поселение Марушкинское                                | 46 238 822 006                              | 45 297 562 114                      |
| посёлок станции        | станции Мачихино                                           | 42                     | Наро-Фоминский район                            | Городское поселение Киевский                                   | 46 238 828 038                              | 45 298 555 103                      |
| деревня                | Старогромово                                               | 5                      | Подольский район                                | Сельское поселение Клёновское                                  | 46 246 807 012                              | 45 298 558 117                      |
| деревня                | Старое Свитино                                             | нет данный             | Подольский район                                | Сельское поселение Вороновское (Вороновский сельсовет)         |                                             |                                     |
| деревня                | Староселье                                                 | 21                     | Ленинский район                                 | Сельское поселение Филимонковское                              | 46 228 831 005                              | 45 297 577 114                      |
| деревня                | Старосырово                                                | 55                     | Подольский район                                | Сельское поселение Рязановское                                 | 46 246 825 010                              | 45 297 571 116                      |
| деревня                | Столбово                                                   | 9                      | Ленинский район                                 | Сельское поселение Сосенское                                   | 46 228 826 010                              | 45 297 574 111                      |
| деревня                | Страдань                                                   | 31                     | Подольский район                                | Сельское поселение Краснопахорское                             | 46 246 810 004                              | 45 298 561 116                      |
| деревня                | Студенцы                                                   | нет данных             | Подольский район                                | Сельское поселение Краснопахорское (Краснопахорский сельсовет) |                                             |                                     |
| деревня                | Студенцы                                                   | 30                     | Подольский район                                | Сельское поселение Рязановское                                 | 46 246 825 014                              | 45 297 571 117                      |
| хутор                  | Талызина                                                   | 11                     | Наро-Фоминский район                            | Сельское поселение Новофёдоровское                             | 46 238 828 012                              | 45 298 567 121                      |
| деревня                | Тарасово                                                   | 13                     | Подольский район                                | Сельское поселение Рязановское                                 | 46 246 825 013                              | 45 297 571 118                      |
| деревня                | Терехово                                                   | 23                     | Подольский район                                | Сельское поселение Михайлово-Ярцевское                         | 46 246 819 013                              | 45 298 564 117                      |
| деревня                | Тетеринки                                                  | 6                      | Подольский район                                | Сельское поселение Роговское                                   | 46 246 822 009                              | 45 298 575 119                      |
| деревня                | Товарищево                                                 | 2                      | Подольский район                                | Сельское поселение Клёновское                                  | 46 246 807 009                              | 45 298 558 118                      |
| деревня                | Троица                                                     | 4                      | Подольский район                                | Сельское поселение Вороновское                                 | 46 246 804 014                              | 45 298 553 119                      |
| город                  | Троицк                                                     | 34 100                 | Городской округ Троицк                          |                                                                | 46 475 000 000                              | 45 298 578 001                      |
| деревня                | Троицкое                                                   | 76                     | Подольский район                                | Сельское поселение Щаповское                                   | 46 246 834 009                              | 45 298 583 116                      |
| деревня                | Тупиково                                                   | 36                     | Ленинский район                                 | Сельское поселение Десёновское                                 | 46 228 813 002                              | 45 297 556 112                      |
| деревня                | Уварово                                                    | 20                     | Наро-Фоминский район                            | Сельское поселение Первомайское                                | 46 238 831 004                              | 45 298 572 125                      |
| посёлок                | Ульяновского лесопарка                                     | 17                     | Ленинский район                                 | Городское поселение Московский                                 | 46 228 823 010                              | 45 297 565 108                      |
| деревня                | Усадище (Усадищи)                                          | нет данных             | Подольский район                                | Сельское поселение Вороновское (Вороновский сельсовет)         |                                             |                                     |
| посёлок                | фабрики имени 1-го мая                                     | 2795                   | Подольский район                                | Сельское поселение Рязановское                                 | 46 246 825 001                              | 45 297 571 104                      |
| деревня                | Фёдоровское                                                | 5                      | Наро-Фоминский район                            | Сельское поселение Новофёдоровское                             | 46 238 828 034                              | 45 298 567 122                      |
| посёлок                | Филимонки                                                  | 1329                   | Ленинский район                                 | Сельское поселение Филимонковское                              | 46 228 831 011                              | 45 297 577 104                      |
| деревня                | Филино                                                     | 1                      | Подольский район                                | Сельское поселение Вороновское                                 | 46 246 804 021                              | 45 298 553 120                      |
| деревня                | Фоминское                                                  | 9                      | Наро-Фоминский район                            | Сельское поселение Первомайское                                | 46 238 831 020                              | 45 298 572 126                      |
| деревня                | Харьино                                                    | 24                     | Ленинский район                                 | Сельское поселение Филимонковское                              | 46 228 831 006                              | 45 297 577 115                      |
| деревня                | Хатминки                                                   | 4                      | Наро-Фоминский район                            | Сельское поселение Первомайское                                | 46 238 831 015                              | 45 298 572 127                      |
| деревня                | Хлыново                                                    | нет данных             | Подольский район                                | Сельское поселение Щаповское (Щаповский сельский округ)        | 46 246 834 012                              |                                     |
| деревня                | Хмырово                                                    | 1                      | Наро-Фоминский район                            | Сельское поселение Новофёдоровское                             | 46 238 828 025                              | 45 298 567 123                      |
| хутор                  | Хутора Гуляевы                                             | 0                      | Наро-Фоминский район                            | Сельское поселение Новофёдоровское                             | 46 238 828 026                              | 45 298 567 124                      |
| деревня                | Чегодаево                                                  | 1                      | Подольский район                                | Сельское поселение Клёновское                                  | 46 246 807 020                              | 45 298 558 119                      |
| деревня                | Черепово                                                   | 16                     | Ленинский район                                 | Сельское поселение Десёновское                                 | 46 228 813 009                              | 45 297 556 113                      |
| деревня                | Чернецкое                                                  | 43                     | Подольский район                                | Сельское поселение Клёновское                                  | 46 246 807 005                              | 45 298 558 120                      |
| деревня                | Чириково                                                   | 17                     | Подольский район                                | Сельское поселение Клёновское                                  | 46 246 807 008                              | 45 298 558 121                      |
| деревня                | Чириково                                                   | 27                     | Подольский район                                | Сельское поселение Краснопахорское                             | 46 246 810 015                              | 45 298 561 117                      |
| деревня                | Шаганино                                                   | 42                     | Подольский район                                | Сельское поселение Щаповское                                   | 46 246 834 002                              | 45 298 583 117                      |
| деревня                | Шарапово                                                   | 2                      | Подольский район                                | Сельское поселение Краснопахорское                             | 46 246 810 019                              | 45 298 561 118                      |
| деревня                | Шарапово                                                   | 30                     | Наро-Фоминский район                            | Сельское поселение Марушкинское                                | 46 238 822 008                              | 45 297 562 115                      |
| деревня                | Шахово                                                     | 9                      | Подольский район                                | Сельское поселение Краснопахорское                             | 46 246 810 018                              | 45 298 561 119                      |
| деревня                | Шеломово                                                   | 42                     | Наро-Фоминский район                            | Городское поселение Киевский                                   | 46 238 828 022                              | 45 298 555 104                      |
| деревня                | Шельбутово                                                 | 48                     | Ленинский район                                 | Сельское поселение Внуковское                                  | 46 228 804 008                              | 45 297 552 112                      |
| деревня                | Ширяево                                                    | 21                     | Наро-Фоминский район                            | Сельское поселение Первомайское                                | 46 238 831 026                              | 45 298 572 128                      |
| посёлок                | Шишкин Лес                                                 | 4043                   | Подольский район                                | Сельское поселение Михайлово-Ярцевское                         | 46 246 819 001                              | 45 298 564 101                      |
| деревня                | Шубино                                                     | нет данных             | Подольский район                                | Сельское поселение Вороновское (Вороновский сельсовет)         |                                             |                                     |
| посёлок                | Щапово                                                     | 2254                   | Подольский район                                | Сельское поселение Щаповское                                   | 46 246 834 001                              | 45 298 583 101                      |
| город                  | Щербинка                                                   | 28 200                 | Городской округ Щербинка                        |                                                                | 46 489 000 000                              | 45 297 581 001                      |
| деревня                | Щитово                                                     | нет данных             | Подольский район                                | Сельское поселение Вороновское (Вороновский сельсовет)         |                                             |                                     |
| деревня                | Юдановка                                                   | 149                    | Подольский район                                | Сельское поселение Вороновское                                 | 46 246 804 007                              | 45 298 553 121                      |
| деревня                | Юрово                                                      | 1                      | Подольский район                                | Сельское поселение Клёновское                                  | 46 246 807 015                              | 45 298 558 122                      |
| деревня                | Юрово                                                      | 10                     | Подольский район                                | Сельское поселение Краснопахорское                             | 46 246 810 012                              | 45 298 558 122                      |
| деревня                | Юрьевка                                                    | 6                      | Подольский район                                | Сельское поселение Вороновское                                 | 46 246 804 012                              | 45 298 553 122                      |
| деревня                | Юрьево                                                     | 5                      | Наро-Фоминский район                            | Сельское поселение Новофёдоровское                             | 46 238 828 032                              | 45 298 567 125                      |
| деревня                | Язово                                                      | 16                     | Ленинский район                                 | Сельское поселение Воскресенское                               | 46 228 826 011                              | 45 297 554 110                      |
| деревня                | Яковлево                                                   | 724                    | Ленинский район                                 | Сельское поселение Десёновское                                 | 46 228 813 014                              | 45 297 556 114                      |
| деревня                | Яковлевское                                                | 4330                   | Наро-Фоминский район                            | Сельское поселение Новофёдоровское                             | 46 238 828 001                              | 45 298 567 101                      |
| деревня                | Ямонтово                                                   | 170                    | Ленинский район                                 | Сельское поселение Воскресенское                               | 46 228 808 003                              | 45 297 554 109                      |
| деревня                | Ярцево                                                     | 22                     | Подольский район                                | Сельское поселение Михайлово-Ярцевское                         | 46 246 819 009                              | 45 298 564 118                      |
| деревня                | Ясенки                                                     | 53                     | Подольский район                                | Сельское поселение Вороновское                                 | 46 246 804 008                              | 45 298 553 123                      |

## Комментарии
1. ↑  Упразднена, а её жители переселены в дачный посёлок Кокошкино, на основании решения Мособлисполкома от 29.11.1978 № 1433 «О сселении жителей деревни Анино Наро-Фоминского района»; снята с учёта на основании решения Мособлисполкома от 23.06.1988 № 921 «О снятии с учёта ликвидированных населённых пунктов».
2. ↑  В том числе Хлыново
3. ↑  Вошёл в состав рабочего посёлка Киевский на основании решения Мособлисполкома от 02.02.1982 № 130 «Об изменении административно-территориальных границ Новофёдоровского сельсовета Наро-Фоминского района»
4. ↑  Вошёл в состав рабочего посёлка Киевский на основании решения Мособлисполкома от 02.02.1982 № 130 «Об изменении административно-территориальных границ Новофёдоровского сельсовета Наро-Фоминского района»
5. ↑  Упразднена на основании решения Мособлисполкома от 22.01.1987 № 113 «Об исключении из учётных данных некоторых населённых пунктов Подольского района», население переселено в ЛМС Архивная копия от 5 октября 2018 на Wayback Machine
6. ↑  Передана в состав Филимонковского сельсовета на основании решения Мособлисполкома от 21.05.1965 № 446 «Об изменении административно-территориальных границ некоторых сельсоветов и посёлков». В настоящий момент фигурирует в официальный документах как пансионат «Берёзки» и квартал № 15, владение 1. Используется как СНТ
7. ↑  Ликвидирована и снята с учёта на основании решения Мособлисполкома от 30.05.1978 № 697 «О снятии с учёта ликвидированных и регистрации вновь возникших населённых пунктов и изменении центров сельсоветов районов Московской области», население переселено в ЛМС Архивная копия от 5 октября 2018 на Wayback Machine
8. ↑  Согласно Постановлению Губернатора МО от 15.09.2006 № 121-ПГ Архивная копия от 4 марта 2016 на Wayback Machine включён в состав деревни Каменка
9. ↑  Согласно Постановлению Губернатора МО от 07.07.2011 № 72-ПГ Архивная копия от 20 марта 2013 на Wayback Machine в состав Внукова был включён посёлок Изваринской школы
10. ↑  Согласно Постановлению Губернатора МО от 01.11.2004 № 246-ПГ Архивная копия от 20 марта 2013 на Wayback Machine включён в состав Щербинки
11. ↑  Снято с учёта на основании решения Мособлисполкома от 22.01.1987 № 113 «Об исключении из учётных данных некоторых населённых пунктов Подольского района». Используется как СНТ
12. ↑  Населённый пункт упразднён и снят с учёта на основании решения Мособлисполкома от 30.05.1978 № 697 «О снятии с учёта ликвидированных и регистрации вновь возникших населённых пунктов и изменении центров сельсоветов районов Московской области»
13. ↑  Расположен на территории поселения, но не имеет статуса населённого пункта и отсутствует в ОКАТО. Построен в 1930-х Архивная копия от 20 февраля 2019 на Wayback Machine. Функционирует как СНТ при Абабурове
14. ↑  Снята с учёта на основании решения Мособлисполкома от 22.01.1987 № 113 «Об исключении из учётных данных некоторых населённых пунктов Подольского района»
15. ↑  До 2008 года носил название Посёлок Детского Городка Метрополитена. Переименован в посёлок Зосимова Пустынь Постановлением Правительства Российской Федерации № 911 от 05/12/2008. См. перечень переименованных географических объектов Российской Федерации в алфавитной последовательности новых наименований Архивная копия от 12 марта 2016 на Wayback Machine
16. ↑  Согласно Постановлению Губернатора МО от 07.07.2011 № 72-ПГ Архивная копия от 20 марта 2013 на Wayback Machine включён в состав пос. Внуково
17. ↑  Согласно Постановлению Губернатора МО от 15.09.2006 № 121-ПГ Архивная копия от 4 марта 2016 на Wayback Machine в состав деревни Каменка был включён посёлок ВИМ «Каменка»
18. ↑  Указано население по состоянию на 2006 год. После объединения с посёлком ВИМ «Каменка» (64 чел.) — 117 чел. по состоянию на 2006 год
19. ↑  Код ОКАТО отсутствовал
20. ↑  Населённый пункт упразднён и снят с учёта на основании решения Мособлисполкома от 30.05.1978 № 697 «О снятии с учёта ликвидированных и регистрации вновь возникших населённых пунктов и изменении центров сельсоветов районов Московской области»
21. ↑  Ликвидирована и снята с учёта на основании решения Мособлисполкома от 30.05.1978 № 697 «О снятии с учёта ликвидированных и регистрации вновь возникших населённых пунктов и изменении центров сельсоветов районов Московской области», население переселено в ЛМС. Второй раз снята с учёта на основании решения Мособлисполкома от 22.01.1987 № 113 «Об исключении из учётных данных некоторых населённых пунктов Подольского района»
22. ↑  Снята с учёта на основании решения Мособлисполкома от 30.05.1978 № 697 «О снятии с учёта ликвидированных и регистрации вновь возникших населённых пунктов и изменении центров сельсоветов районов Московской области»
23. ↑  Согласно Постановлению Губернатора МО от 17.05.2004 № 93-ПГ Архивная копия от 7 ноября 2017 на Wayback Machine, в состав деревни включён посёлок ОПХ «Толстопальцево»
24. ↑  С 1987 года в состав г. Московский включена деревня Передельцы, решением Московского областного исполнительного комитета № 301 от 5 марта 1987 года деревня Передельцы Московского сельсовета была исключена из учётных данных Ленинского района Московской области
25. ↑  Расположен на территории поселения, но не имеет статуса населённого пункта и отсутствует в ОКАТО. Построен в 1930х, функционирует как ДНТ, ДНП, ДСК
26. ↑  Включён 
 в состав Кокошкина (информация на сайте Архивная копия от 24 февраля 2019 на Wayback Machine) как микрорайон
27. ↑  Населённый пункт упразднён и снят с учёта на основании решения Мособлисполкома от 30.05.1978 № 697 «О снятии с учёта ликвидированных и регистрации вновь возникших населённых пунктов и изменении центров сельсоветов районов Московской области»
28. ↑  Упразднена на основании решения Мособлисполкома от 22.01.1987 № 113 «Об исключении из учётных данных некоторых населённых пунктов Подольского района»
29. ↑  Хутор Новобрёхово включён в состав Наро-Фоминского района из Одинцовского района Законом Московской области от 23.09.2010 № 113-ОЗ Архивная копия от 3 ноября 2012 на Wayback Machine
30. ↑  До 2010 года входил в сельское поселение Жаворонковское Одинцовского муниципального района
31. ↑  Включён согласно Поставлению Губернатора МО от 17.05.2004 № 93-ПГ Архивная копия от 7 ноября 2017 на Wayback Machine в состав Марушкина
32. ↑  Расположен на территории поселения, но не имеет статуса населённого пункта и отсутствует в ОКАТО
33. ↑  Решением Московского областного исполнительного комитета № 301 от 5 марта 1987 года деревня Передельцы Московского сельсовета была исключена из учётных данных Ленинского района Московской области
34. ↑  Упразднена на основании решения Мособлисполкома от 22.01.1987 № 113 «Об исключении из учётных данных некоторых населённых пунктов Подольского района»
35. ↑  Согласно Постановлению Губернатора МО от 15.09.2006 № 122-ПГ Архивная копия от 4 марта 2016 на Wayback Machine включён в состав Тетеринок
36. ↑  Скорее всего имеется в виду посёлок Ватутинки-1, расположенный на территории поселения, но не имеющий статуса населённого пункта и отсутствующий в ОКАТО
37. ↑  В июле 2004 года, согласно Постановлению Губернатора МО от 22.07.2004 № 145-ПГ Архивная копия от 4 марта 2016 на Wayback Machine, в состав посёлка включён посёлок Ремзавод
38. ↑  В состав Рассказовки согласно Постановлению Губернатора МО от 07.07.2011 № 71-ПГ Архивная копия от 20 марта 2013 на Wayback Machine был включён посёлок санатория № 14
39. ↑  В июле 2004 года, согласно Постановлению Губернатора МО от 22.07.2004 № 145-ПГ Архивная копия от 4 марта 2016 на Wayback Machine, включён в состав посёлка Птичное
40. ↑  Согласно Постановлению Губернатора МО от 07.07.2011 № 71-ПГ Архивная копия от 20 марта 2013 на Wayback Machine включён в состав Рассказовки
41. ↑  Включён в состав Кокошкина (улица Заречная Архивная копия от 24 февраля 2019 на Wayback Machine). Деактуализация 28.11.2005. Функционирует как СНТ при Кокошкине. Фигурировал как сельский населённый пункт, подчинённый администрации пгт Кокошкино дп
42. ↑  Расположен на территории поселения, но не имеет статуса населённого пункта и отсутствует в ОКАТО
43. ↑  Упразднена и снята с учёта на основании решения Мособлисполкома от 30.05.1978 № 697 «О снятии с учёта ликвидированных и регистрации вновь возникших населённых пунктов и изменении центров сельсоветов районов Московской области»
44. ↑  Упразднена на основании решения Мособлисполкома от 22.01.1987 № 113 «Об исключении из учётных данных некоторых населённых пунктов Подольского района», население переселено в ЛМС Архивная копия от 5 октября 2018 на Wayback Machine
45. ↑  Снята с учёта на основании решения Мособлисполкома от 22.01.1987 № 113 «Об исключении из учётных данных некоторых населённых пунктов Подольского района»
46. ↑  Согласно Постановлению Губернатора МО от 15.09.2006 № 122-ПГ Архивная копия от 4 марта 2016 на Wayback Machine, в состав деревни включён посёлок подсобного хозяйства «Марат».
47. ↑  Указано население по состоянию на 2006 год. После объединения с посёлком подсобного хозяйства «Марат» (1 чел.) — 7 чел. по состоянию на 2006 год
48. ↑  Упразднена на основании решения Мособлисполкома от 22.01.1987 № 113 «Об исключении из учётных данных некоторых населённых пунктов Подольского района», население переселено в ЛМС Архивная копия от 5 октября 2018 на Wayback Machine
49. ↑  С 2000-х в составе Батыбина, деревня упразднена согласно Постановлению Губернатора МО от 10.04.2002 № 82-ПГ Архивная копия от 4 марта 2016 на Wayback Machine
50. ↑  В ОКАТО указан как хутор Гуляевы, в перечне и законах МО как хутор Хутора Гуляевы
51. ↑  Упразднена в 1975 году Архивная копия от 5 октября 2018 на Wayback Machine, население переселено в ЛМС
52. ↑  Согласно Постановлению Губернатора МО от 01.11.2004 № 246-ПГ Архивная копия от 20 марта 2013 на Wayback Machine в состав Щербинка был включён посёлок Гарнизона «Остафьево»
53. ↑  Упразднена в 1975 году Архивная копия от 5 октября 2018 на Wayback Machine, население переселено в ЛМС